# HandbalNL League 2023
De HandbalNL League 2023 is de Nederlandse nacompetitie voor de Nederlandse teams in de BENE-League. In de HandbalNL League spelen de beste zes teams van Nederland om de landstitel.

## Opzet
- Er wordt een volledige competitie gespeeld. Alle teams spelen twee keer tegen elkaar.
- Afhankelijk van de prestatie in de BENE-League zullen er bonuspunten gegeven worden.
  - Nummer01 t/m 04 = 3 bonuspunten
  - Nummer05 t/m 08 = 2 bonuspunten
  - Nummer08 t/m 10 = 1 bonuspunt
  - nummer 11 en 12 = 0 bonuspunten
- De twee beste ploegen spelen na het beëindigen van de competitie een drieluik om te bepalen wie landskampioen van Nederland wordt.
- De nummer laatste speelt tegen de nummer een van de eredivisie voor promotie/degradatie voor de BENE-League.

## Teams
| Ploeg                       | Plaats         | Provincie     | Trainer(s)         | Hal                       |
| --------------------------- | -------------- | ------------- | ------------------ | ------------------------- |
| Green Park Handbal Aalsmeer | Aalsmeer       | Noord-Holland | Bert Bouwer        | De Bloemhof               |
| Herpertz Bevo HC            | Panningen      | Limburg       | Richard Curfs      | De Heuf                   |
| Drenth Groep Hurry-Up       | Zwartemeer     | Drenthe       | Joop Fiege         | Techniekplein Emmen Arena |
| KEMBIT-LIONS                | Sittard-Geleen | Limburg       | Christoph Jauernik | Stadssporthal             |
| RED-RAG/Tachos              | Waalwijk       | Noord-Brabant | Hans van Dijk      | De Slagen                 |
| KRAS/Volendam               | Volendam       | Noord-Holland | Geert Hinskens     | Opperdam                  |

## Stand
| Pos | Club                        | Wed | W | G | V | Ptn | DV  | DT  | +/−  | Opmerking                       |
| --- | --------------------------- | --- | - | - | - | --- | --- | --- | ---- | ------------------------------- |
| 1   | KEMBIT-LIONS                | 10  | 9 | 0 | 1 | 21  | 339 | 288 | 51   | Geplaatst voor de Best of Three |
| 2   | KRAS/Volendam               | 10  | 5 | 3 | 2 | 15  | 306 | 289 | 17   | Geplaatst voor de Best of Three |
| 3   | Green Park Handbal Aalsmeer | 10  | 4 | 3 | 3 | 14  | 315 | 269 | 46   |                                 |
| 4   | Drenth Groep Hurry-Up       | 10  | 4 | 3 | 3 | 13  | 317 | 291 | 26   |                                 |
| 5   | Herpertz Bevo HC            | 9   | 1 | 3 | 5 | 6   | 260 | 284 | -24  |                                 |
| 6   | RED-RAG/Tachos              | 9   | 0 | 0 | 9 | 0   | 204 | 320 | -116 | Geplaatst voor Best of Two      |

Bron: NHV

## Uitslagen
|                             | AAL     | BEV     | HUR     | LIO     | TAC      | VOL     |
| --------------------------- | ------- | ------- | ------- | ------- | -------- | ------- |
| Green Park Handbal Aalsmeer |         | 29 – 29 | 25 – 26 | 33 – 38 | 38 – 15  | 28 – 28 |
| Herpertz Bevo HC            | 29 – 35 |         | 33 – 33 | 31 – 37 | gestaakt | 27 – 27 |
| Drenth Groep Hurry-Up       | 28 – 28 | 38 – 31 |         | 32 – 33 | 29 – 21  | 30 – 32 |
| KEMBIT-LIONS                | 35 – 29 | 29 – 27 | 32 – 25 |         | 37 – 25  | 36 – 33 |
| RED-RAG/Tachos              | 20 – 36 | 29 – 33 | 22 – 42 | 20 – 33 |          | 24 – 36 |
| KRAS/Volendam               | 21 – 33 | 27 – 20 | 34 – 34 | 32 – 29 | 36 – 28  |         |

Bron: NHV

## Nacompetitie

### Best of Two
In de Best of Two spelen de nummer 6 van de HandbalNL League tegen de nummer 1 van de eredivisie voor promotie/degradatie.
| 3 juni 2023 19:00 | The Dome/Handbal Houten | 32 – 22 | RED-RAG/Tachos | The Dome, Houten Scheidsrechters: Thijssen, van Laarhoven |
| 3 juni 2023 19:00 | (15-10)                 |         |                | The Dome, Houten Scheidsrechters: Thijssen, van Laarhoven |
| 3 juni 2023 19:00 |                         |         |                | The Dome, Houten Scheidsrechters: Thijssen, van Laarhoven |

| 10 juni 2023 19:00 | RED-RAG/Tachos | 25 – 28 | The Dome/Handbal Houten | De Slagen, Waalwijk Scheidsrechters: Radsma, Vriend |
| 10 juni 2023 19:00 | (15-15)        |         |                         | De Slagen, Waalwijk Scheidsrechters: Radsma, Vriend |
| 10 juni 2023 19:00 |                |         |                         | De Slagen, Waalwijk Scheidsrechters: Radsma, Vriend |

### Best of Three
In de Best of Three spelen de nummers 1 en 2 van de HandbalNL League tegen elkaar voor de landstitel van Nederland. 
| 4 juni 2023 14:00 | KEMBIT-LIONS | 28 – 25 | KRAS/Volendam | Fletcher Wellness-Hotel, Sittard Scheidsrechters: Schols, Martens |
| 4 juni 2023 14:00 | (11-13)      |         |               | Fletcher Wellness-Hotel, Sittard Scheidsrechters: Schols, Martens |
| 4 juni 2023 14:00 |              |         |               | Fletcher Wellness-Hotel, Sittard Scheidsrechters: Schols, Martens |

| 11 juni 2023 15:15 | KRAS/Volendam | 26 – 34 | KEMBIT-LIONS | Opperdam, Volendam Scheidsrechters: Weijmans, Wolbertus |
| 11 juni 2023 15:15 | (14-13)       |         |              | Opperdam, Volendam Scheidsrechters: Weijmans, Wolbertus |
| 11 juni 2023 15:15 |               |         |              | Opperdam, Volendam Scheidsrechters: Weijmans, Wolbertus |

| 18 juni 2023 13:15 | KEMBIT-LIONS | v | KRAS/Volendam | Stadssporthal, Sittard |
| 18 juni 2023 13:15 |              |   |               | Stadssporthal, Sittard |
| 18 juni 2023 13:15 |              |   |               | Stadssporthal, Sittard |